# トルコ人 (人形)

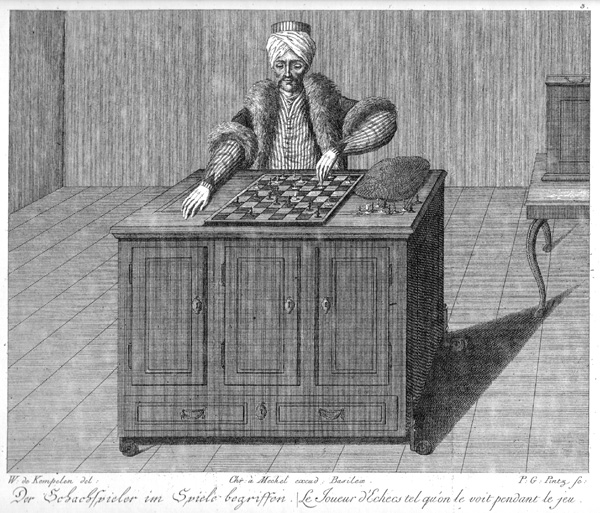
Karl Gottlieb von Windischの1784年の著書Inanimate Reasonに描かれるトルコ人

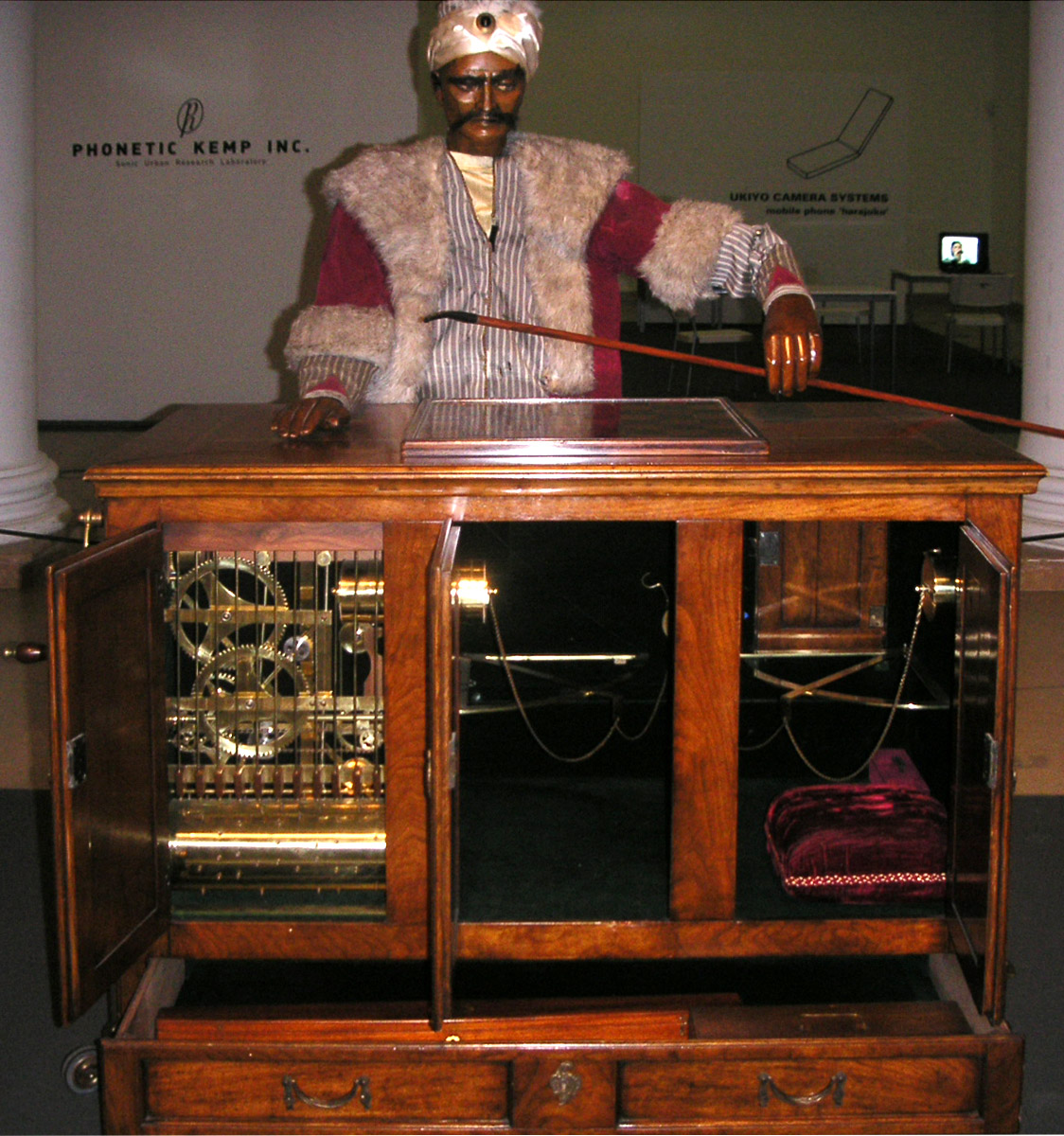
トルコ人の内部構造

トルコ人（トルコじん、英語: The Turk）は、18世紀後半に作られたイリュージョンのための人形である。制作された1770年から焼失した1854年まで、多くの持ち主に渡ってチェスを指すオートマトンとして展示されたが、1820年代前半には入念ないたずらということが判明した。
1770年にヴォルフガング・フォン・ケンペレンによってマリア・テレジアを喜ばせるために作成されたトルコ人は、人間相手にチェスを指し、ナイト・ツアーの問題も解くことができたが、実はチェスの名人が内部に隠れて操作する、一種の手品だった。トルコ人はヨーロッパとアメリカで展示されている84年の間に行われたほとんどのチェスの試合に勝ち、その相手にはナポレオン・ボナパルトやベンジャミン・フランクリンも含まれていた。多くの人が、中に人間が隠れているのではないかと疑ったが、1820年代にロンドンのロバート・ウィリスが見破るまで誰にもばれなかった。
エドモンド・カートライトが自動織機を開発したきっかけは、トルコ人に触発されたことだと言われている。トルコ人以降、アジーブなどもチェスを指す人形としてイリュージョンに使われている。

## 作成

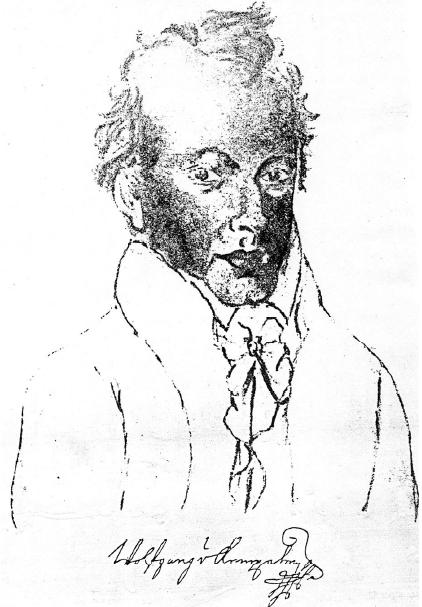
ケンペレンの自画像

ケンペレンは、シェーンブルン宮殿でマリア・テレジアに謁見した際、フランソワ・ペルティエが手品を披露しているのを見て、トルコ人制作の着想を得た。パフォーマンスの後のやり取りで、ケンペレンは世界最高の手品の装置を持って宮殿に戻ってくると約束した。

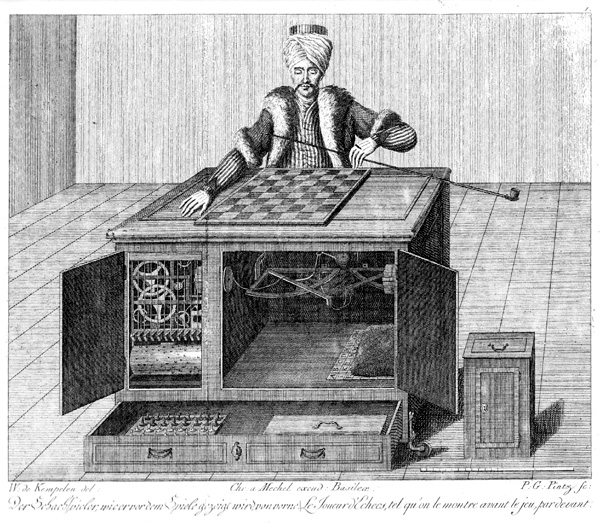
トルコ人の実演風景

その挑戦の結果がオートマトンのチェス選手であり、今日ではトルコ人として知られている機械である。この機械は、黒いあごひげと灰色の目を持ち、東洋の奇術師の典型的なコスチュームであるトルコ風のローブとターバンを身に付けた等身大の人間の頭と胴体のモデルで構成されていた。左手には長いトルコ風のパイプを持ち、右端はおよそ縦110cm、横60cm、高さ75cmの大きなキャビネットの上にかかっている。キャビネットの上には8インチ四方のチェス盤がある。キャビネットの前面には3つのドアがあり、赤と白の象牙のチェスセットがしまわれていた。

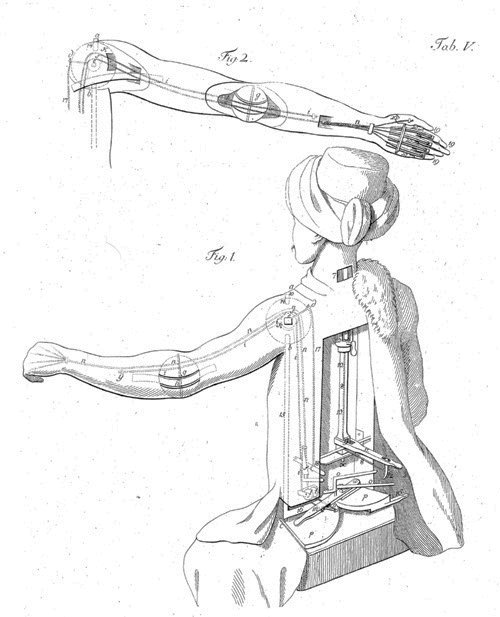
トルコ人の動きの構造

機械の内部はとても複雑で、内部を観察する人に錯覚を起こさせるように作られていた。左を開けると時計のギアや歯車のようなものがたくさん詰まっているが、もう片方の内部には機械部品は入っておらず、その代わりに赤いクッション等がしまわれていた。これらの場所は、後ろ側が見通せるようになっていた。
機械が詰まった左側、引き出しにチェスセット等がしまわれた右側の他に、客から見えないように人が隠れられるスライドシートが取り付けられていた。
キャビネットの上のチェスボードは、下から磁石で操作できるほど薄く、チェスの駒には小さくて強い磁石が仕込まれていて、盤の下にある糸が取り付けられた磁石とくっつく。これによって、機械の中の操作者は、チェスの駒が盤のどこにあるかを知ることができる。チェス盤の下には1から64の番号が記されていた。内部の磁石は、駒の外の磁界に影響を受けないように設置され、ケンペレンはしばしば盤のそばに大きな磁石を置き、この機械が磁石によるしかけではないことをデモで示した。

## 展示
トルコ人は、フランソワ・ペルティエのパフォーマンスから6か月後の1770年にシェーンブルン宮殿で初めてお披露目された。ケンペレンは裁判所を訪れて発明について説明し、機械のデモを行った。ケンペレンはトルコ人を披露する時にいつも、始めにドアと引き出しを開けて、観客に機械を調べさせた。その後で、ケンペレンは機械への挑戦者を募集した。
ケンペレンは聴衆に、トルコ人が白の駒を使って先手を指すと説明した。動きの間は、トルコ人は左手をクッションの上に置く。トルコ人は敵のクイーンを追い詰めると2度うなづき、キングにチェックをかけると3度うなづいた。敵がルールに反した手を指すと、手を振って駒を正しい位置に戻して一手休みにした。ケンペレンは試合の間、部屋を行き来し、見物人に磁石や鉄を渡して、機械が磁力や重りで動いているものではないことを確かめさせた。最初にトルコ人と試合をしたのは、オーストリア人の廷臣のルートヴィヒ・フォン・コベンツルであった。その日の他の参加者と同様に彼はすぐに負かされた。トルコ人は攻撃的なスタイルで、30分以内で試合にけりをつけたと言われている。

トルコ人が解いたナイト・ツアーの問題

トルコ人はナイト・ツアーの試合も行っている。これは、ナイトを動かしてチェス盤上の全てのマス目を移動するもので、当時の有力なチェスプレイヤーの多くも簡単にはできなかったが、トルコ人はどこのマスからでも容易に解答することができた。
トルコ人はさらに、ボードを使って観客と英語、フランス語、ドイツ語で会話をすることもできた。数学者のカール・ヒンデンブルクはライプツィヒでのトルコ人の会話を記録し続け、1789年に『Uber den Schachspieler des Herrn von Kempelen und dessen Nachbildung』を著した。質問には、トルコ人の年齢、結婚、秘密の職業などが含まれていた。

## ヨーロッパツアー
公開後、トルコ人への関心はヨーロッパ中で広まったが、ケンペレンは次のプロジェクトに熱中し、挑戦者としてやって来た人に対しても、修理中と嘘をついて断っていた。デビュー後10年の間で、スコットランド人の貴族ロバート・マレー・キースと一戦だけ行い、その後ケンペレンはトルコ人を完全に分解した。ケンペレンはその発明をつまらないものと考えていた上に人気を嫌い、蒸気機関や言葉を話す機械の発明に没頭したかった。
1781年、ケンペレンは神聖ローマ皇帝ヨーゼフ2世から、トルコ人を直し、ウィーンに滞在中の、後のロシア皇帝パーヴェル1世（滞在時は「大公」）夫妻をもてなすよう命令を受けた。パーヴェル1世は大いに喜び、トルコ人のヨーロッパツアーを提案し、ケンペレンはしぶしぶ承諾した。

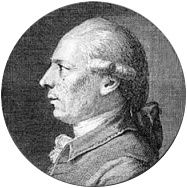
1793年にトルコ人に勝利したフランソワ＝アンドレ・ダニカン・フィリドール

トルコ人は1783年4月のフランスを皮切りにツアーを開始した。パリでの公開に先立ってベルサイユ宮殿を訪れ、シャルル・ゴドフロワに試合で敗れた。5月にはパリで公開され、当時世界2位のランクの弁護士Mr. Bernardらと試合をした。フランスでの公開後、当時世界最強と考えられていたフランソワ＝アンドレ・ダニカン・フィリドールとの試合を求める声が高まった。パリ市のチェスが集まるCafe de la Regenceに移動し、多くの腕の立つプレーヤーと対戦し、ついにフランス科学アカデミーでフィリドールと対戦した。結果、フィリドールは勝ち、彼の息子は父が「今までで最も疲れた試合だった！」と叫んだと記している。トルコ人のパリでの最後の試合は、アメリカ合衆国から大使としてフランスに来ていたベンジャミン・フランクリンとだった。フランクリンはこの試合を非常に楽しみ、余生はフィリップ・シックネスの著書『Speaking Figure and the Automaton Chess Player, Exposed and Detected』を座右の書に、機械に興味を持った。
ケンペレンとトルコ人はパリを出てロンドンに移動し、1戦5シリングで毎日試合を行った。当時懐疑主義者として知られたシックネスは、トルコ人の内部構造を熱心に暴こうとした。彼は「とても器用な男」としてケンペレンを尊敬していたが、機械の中に小さな子供が入った巧妙ないたずらであると断言し、「内部には時計のようなたくさんの部品があるが、これらは観客を欺くものにすぎないだろう」と書いている。
ロンドンで数年を過ごした後、ケンペレンとトルコ人は様々な街に立ち寄りながらライプツィヒに移動した。ライプツィヒを出ると、ドレスデンではJoseph Friedrich Freiherr von Racknitzと面会し、Racknitzは自身の発見に機械の動作についての考察のイラストを添えて『Ueber den Schachspieler des Herrn von Kempelen, nebst einer Abbildung und Beschreibung seiner Sprachmachine』として出版している。その後アムステルダムを訪れ、プロイセン王フリードリヒ2世からポツダムのサンスーシ宮殿に招かれた。フリードリヒ2世は大いに喜び、多額の現金と引き換えにトルコ人の秘密を聞き出した。フリードリヒ2世はその後、秘密を漏らすことはなかったが、秘密を聞いてしまったことを何度も嘆いて悔いていたという。（この話はほとんど作り話だと言われている。トルコ人がフリードリヒ2世と面会したという証拠はない。19世紀始めに、トルコ人がイングランドのジョージ3世と面会したというやはり誤った説が流れ始めた時期に、初めて表れた説である。）実際は、トルコ人はシェーンブルン宮殿に20年以上滞在したが、ケンペレンは最後の年に売却に失敗し、1804年3月26日に70歳で死去したというのが真相のようである。

## メルツェルと機械

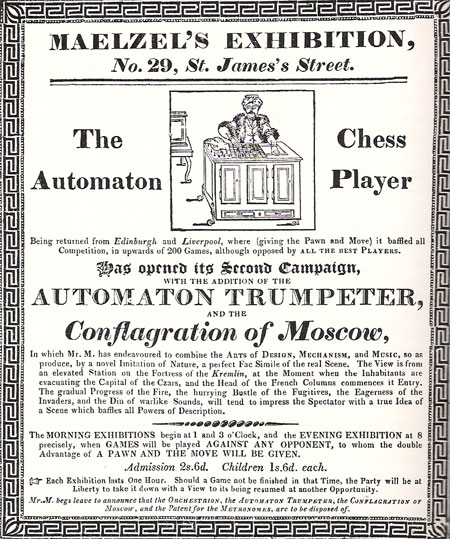
ロンドンでのメルツェルのチラシ

ケンペレンが死去すると、トルコ人は1808年にケンペレンの息子がバイエルン州の音楽家ヨハン・ネポムク・メルツェルに売却することを決断するまで眠らされていた。メトロノームの発明者でもあるメルツェルは、ケンペレンの生前にもトルコ人の買い取りを持ちかけていたが、ケンペレンが20000フランを要求したため、決裂していた。ケンペレンの息子は、この半額の値段でメルツェルに売却した。
トルコ人を手に入れると、メルツェルはその構造を研究し、動くように修理を行った。
1809年、トルコ人と試合をするためにナポレオン・ボナパルトがシェーンブルン宮殿に到着した。目撃者の証言によると、メルツェルが機械を組み立て、トルコ人は試合の前にナポレオンに敬礼した。試合の内容については後年に多くの文献が出版されたが、それぞれ矛盾している。Bradley Ewartによると、トルコ人はキャビネットの前に座り、ナポレオンは別のテーブルに座ったという。ナポレオンのテーブルの周りはロープで仕切られ、トルコ人の近くには近付けなかった。メルツェルは両者の間を行き来し、両者の指し手を伝えた。慣例に反して、ナポレオンはトルコ人に代わって先手を取ったが、メルツェルはゲームを続行させた。その後、ナポレオンは反則の手をさした。その手に気付くとトルコ人は駒を元の場所に戻してゲームを続けた。ナポレオンが2度目に反則の手を指すと、トルコ人はその駒を盤から取り除き、ゲームを続行した。ナポレオンが3度目の反則の手を指すと、腕を振り、盤の上の駒を叩いた。ナポレオンは面白がり、その後は真面目に、投了までの19手を指したと伝えられている。別の説では、ナポレオンはトルコ人に負けて不機嫌になったと言われている。
1811年、メルツェルはトルコ人をミラノに連れていき、ナポレオンの義理の息子のウジェーヌ・ド・ボアルネに面会した。ボアルネはとても楽しみ、メルツェルに購入を持ちかけた。交渉の末、ボアルネはメルツェルが購入した額の3倍の30000フランでトルコ人を買い取り、4年間所持した。1815年、メルツェルは再びボアルネを訪れて、将来のツアーで得る予定の30000フランでトルコ人を買い戻した。
買い戻した後、メルツェルとトルコ人はパリに戻り、Cafe de la Regenceで多くのチェス愛好家と知り合いになった。メルツェルは1818年までフランスに滞在し、ロンドンに移動して、トルコ人や他の機械を使って数多くのパフォーマンスを行った。ロンドンではメルツェルの活動は多く報道された。彼は機械の改良を続け、ついには発声機能を埋め込んで、相手をチェックに追い込んだ場合には「チェック！」と言えるようにまでなっていた。
1819年、メルツェルとトルコ人はイギリスツアーの旅に出た。この際には、後手番を持ったり駒落ちができるという改良が施されていた。この駒落ちの機能はトルコ人への関心を高め、W. J. Hunnemanは駒落ち戦で戦った棋譜を記録した本を出版した。駒落ち戦を除くと、トルコ人はこのツアーで45勝3敗2ステイルメイトという成績を残した。

## アメリカでのメルツェル
トルコ人はメルツェルに富をもたらしたが、彼は借金に陥り、債務不履行でボアルネに訴えられた。メルツェルは借金返済のためにトルコ人を売ることができず、その代わりアメリカでツアーを行うこととした。1826年、ニューヨークでエキシビジョンを開催し、少しずつ人気が出てくると、多くの新聞が紹介記事や匿名の暴露記事を書いた。メルツェルの課題は、トルコ人の適切な操作者を探すことだった。最終的にメルツェルは招へい資金を作った後、以前の操作者ウィリアム・シュルンベルジェをヨーロッパからアメリカに呼び寄せた。
シュルンベルジェが到着すると、トルコ人はボストンでデビューした。メルツェルは、ニューヨークのチェス選手は全く相手にならず、ボストンの選手の方がまだましだと吹聴した。このツアーは何週間も成功を収め、3週間後にはフィラデルフィア、その後はボルティモアに移動した。ボルティモアには何週間も滞在し、アメリカ独立宣言の署名者チャールズ・キャロル・オヴ・カロルトンに負けたりもした。ボルティモアでの展示中には、ウォーカー兄弟がトルコ人に対抗するため、Walker Chess-playerという独自の機械を作ったという記事も出た。メルツェルはこの機械を見て、買い取ろうとしたが、この申し出は拒絶された。ウォーカー兄弟の機械は数年間ツアーを行ったが、メルツェルのような名声は得られなかった。
メルツェルは、時々ヨーロッパに戻りつつ1828年までアメリカでの展示を続け、1829年に帰った。1830年代には、再びアメリカとを訪れてミシシッピ川の方まで足を伸ばし、カナダにも行った。バージニア州リッチモンドでは、『南方文学新報』を著したエドガー・アラン・ポーに面会した。ポーのエッセイ『メルツェルの将棋差し』Maelzel's Chess-Playerは、1836年4月に出版された。ポーの仮説には誤りが多かったが、トルコ人に関する最も有名なエッセイとなった。
メルツェルは、最終的にキューバのハバナも訪れた。キューバではシュルンベルジェが黄熱で死去し、操作者がいなくなってしまった。メルツェルは落胆してフィラデルフィアに戻った。メルツェルは1838年、66歳の時に、トルコ人を船長に預けたまま、帰還の途中に海で亡くなった。

## 最後の年とその後
メルツェルの死後、トルコ人はメルツェルが作ったその他の機械とともに友人の商人ジョン・オールの手に渡った。彼はトルコ人をオークションで売ろうとしたが、競りが低調で自身が400ドルで買い戻した。結局、オールはエドガー・アラン・ポーの主治医でトルコ人の崇拝者のジョン・ミッチェルに譲った。
1840年に修理が完成し、ミッチェルは、チャールズ・ウィルソン・ピールのピール美術館に寄贈した。そして1854年7月5日にフィラデルフィア国立劇場から出火した火事が博物館まで達し、焼失してしまうまで、時々チェスの試合も行った。ミッチェルは、炎の中でトルコ人が「チェック！チェック！」と繰り返し叫んでいたと信じている。

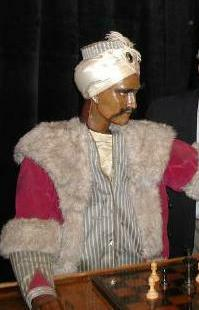
ジョン・ゴーハンが作ったトルコ人のレプリカ

ロサンゼルスで活躍する手品用品の制作者ジョン・ゴーハンは、トルコ人の複製を作るために、1984年から5年の歳月と12万ドルの投資をした。この機械には、火事から焼け残ったトルコ人のオリジナルのチェス盤が用いられ、動作にはコンピュータが用いられた。1989年11月に初めて公開された。

## 秘密の暴露
トルコ人の活躍中から多くの本や論文が、外部の観察からトルコ人の動作原理を暴こうとしたが、ほとんどは不正確だった。サイラス・ミッチェルは、『The Chess Monthly』に投稿した論文で、初めてその秘密を解き明かした。ミッチェルは、トルコ人の最後の所有者ジョン・ミッチェルの息子である。
1859年、ジョン・ミッチェルの下で操作者を務めていたウィリアム・クンマーが『Philadelphia Sunday Dispatch』で書簡を公表し、トルコ人の内部構造が明らかとなった。キャビネットの中にはろうそくが収められており、ランプからターバンに管が伸び、換気の役割を果たしていた。ターバンから上る煙は、ゲーム台に置かれた燭台からの煙で分からなくなった。
1859年後半、『Littell's Living Age』に匿名の論文が掲載され、フランスの手品師ジャン・ウジェーヌ・ロベール＝ウーダンについて伝えた。この論文には間違いが多かったが、ケンペレンの機械の中に入ってロシアから密航したという話で終わっていた。
1899年には、『The American Chess Magazine』にナポレオンとトルコ人の対局の報告が出た。この報告は、以前の色々な文献のまとめだった。1960年には、『American Heritage』で、Ernest Wittenbergが、キャビネットの中でどのように操作がなされていたか論じた。
1949年には、Henry A. Davidson (英語版) によるA Short History of Chessが出版されたが、これは、キャビネットではなくトルコ人の人形の中に操作者が隠れているというポーの誤った説に基づいたものだった。 1978年のAlex G. Bellの著書The Machine Plays Chessでも、舞台袖に隠れた大人からの指示を受けて、訓練された小さな子どもが操作していたとする誤った説を掲載している。
20世紀後半には、トルコ人に関する多くの本が出版された。Bellの著書の他に、Charles Michael CarrollのThe Great Chess Automaton(1975) ではトルコ人についてさらに進んだ研究がなされ、Bradley EwartのChess: Man vs. Machine(1980) では、トルコ人とその他のチェス用オートマタの比較がなされた。
IBMのディープ・ブルーが世界チャンピオンに挑戦すると再び関心が高まり、Gerald M. LevittのThe Turk, Chess Automaton(2000)とTom StandageのThe Turk: The Life and Times of the Famous Eighteenth-Century Chess-Playing Machine(2002) （2011年邦訳『謎のチェス指し人形「ターク」』服部桂訳）が出版された。2003年のドキュメンタリー映画『Game Over: Kasparov and the Machine』では、トルコ人がディープブルーの活喩として使われた。

## 現代文化

### 模倣品

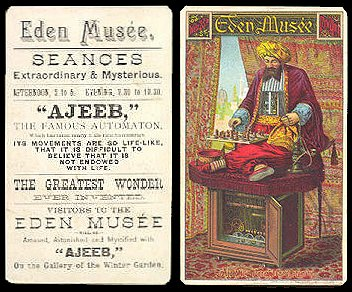
Ajeebの展示のチラシ

トルコ人の人気と謎は、AjeebやCharles Hopperなど、多くの発明品や模倣品に影響を与えた。El Ajedrecistaは1912年にレオナルド・トーレス・ケベードによって作られ、1914年のパリ万国博覧会で公開された。電磁石を使ってエンドゲームを解くことができ、チェスオートマトンで1位をとって、ディープブルーの先駆けの1つとなった。

### 劇
『The Automaton Chess Player』という劇が、1845年にニューヨークで上演された。The Illustrated London Newsに載った記事と広告では、劇はケンペレンを基にしたものだと書かれていたが、実際はウォーカーの作ったトルコ人の模倣品の話に基づいていた。

### 映像メディア
1927年に製作されたレイモン・ベルナール (Raymond Bernard) のサイレント映画『Le joueur d'echecs』は、アドベンチャーのストーリーにトルコ人の実話を混ぜた話で、1772年のポーランド分割をモチーフにしており、「トルコ人」というチェスマシンを作るBaron von Kempelenというヴィリニュスの貴族が主人公である。
2008年のテレビドラマ『ターミネーター サラ・コナー・クロニクルズ』の第3話では、登場人物がスカイネットの後継の「ターク」というチェスコンピュータを作る話がある。

### 小説・漫画
エドガー・アラン・ポーは、上記の1836年発表のエッセイ『メルツェルの将棋差し』の後、トルコ人が焼失する数年前の1849年に「フォン・ケンペレンと彼の発見」Von Kempelen and His Discoveryという話を書いた。1909年のアンブローズ・ビアスの短編「自動チェス人形」Moxon’s Masterには、トルコ人とそっくりな恐ろしいチェスのオートマトンの話がある。1938年には密室殺人を扱ったジョン・ディクスン・カーの「曲った蝶番」The Crooked Hingeの中で、オートマトンが問題解決の鍵になっている。1977年のジーン・ウルフのSF短編「素晴らしき真鍮自動チェス機械」The Marvellous Brass Chessplaying Automatonでもトルコ人と非常によく似たオートマトンが描かれている。2009年の小川洋子の長編『猫を抱いて象と泳ぐ』にも同様のオートマトンが描かれている。2001年の瀬名秀明によるポーへのオマージュ短編「メンチェルのチェスプレイヤー」にはロボットとチェスをする描写がある。
磯見仁月による漫画 『クロノ・モノクローム』は、トルコ人の操作者を捜していたケンペレンが小柄でチェスの強い主人公を抜擢するストーリーである。
加藤元浩による漫画『C.M.B. 森羅博物館の事件目録』にもトルコ人が登場する。

### インターネット
2005年にAmazon.comは、タスクプログラミングと人の認識を結びつけるWorld Wide WebベースのアプリケーションソフトウェアAmazon Mechanical Turkを立ち上げたが、これはケンペレンのトルコ人から着想を得たものである。プログラムはまだベータ版であるが、色の比較のような人間の認識的な活動にコンピュータが取り組むものである。

### 慣用句
ドイツ語で「嘘をつく、人を欺く」という意味の熟語Turken bauenは、トルコ人に由来するという説がある。